# Apolodoro de Damasco
Apolodoro de Damasco (c. 60-entre 125 y 130) fue un arquitecto e ingeniero de la Antigua Roma de origen sirio-romano (ascendencia griega), conocido con los sobrenombres el Damasceno y el Mecánico.

## Vida
Apolodoro nació en Damasco alrededor del año 60. Fue uno de los más grandes arquitectos de Roma, con clara influencia helénica.
Sirvió al emperador Trajano diseñando y realizando monumentales obras, como el puente de Trajano sobre el río Danubio en el año 104, 
las termas de Trajano, el magnífico foro de Trajano que incluye la basílica Ulpia y el mercado de Trajano, todos en Roma, además de puertos, arcos triunfales y otras obras públicas.

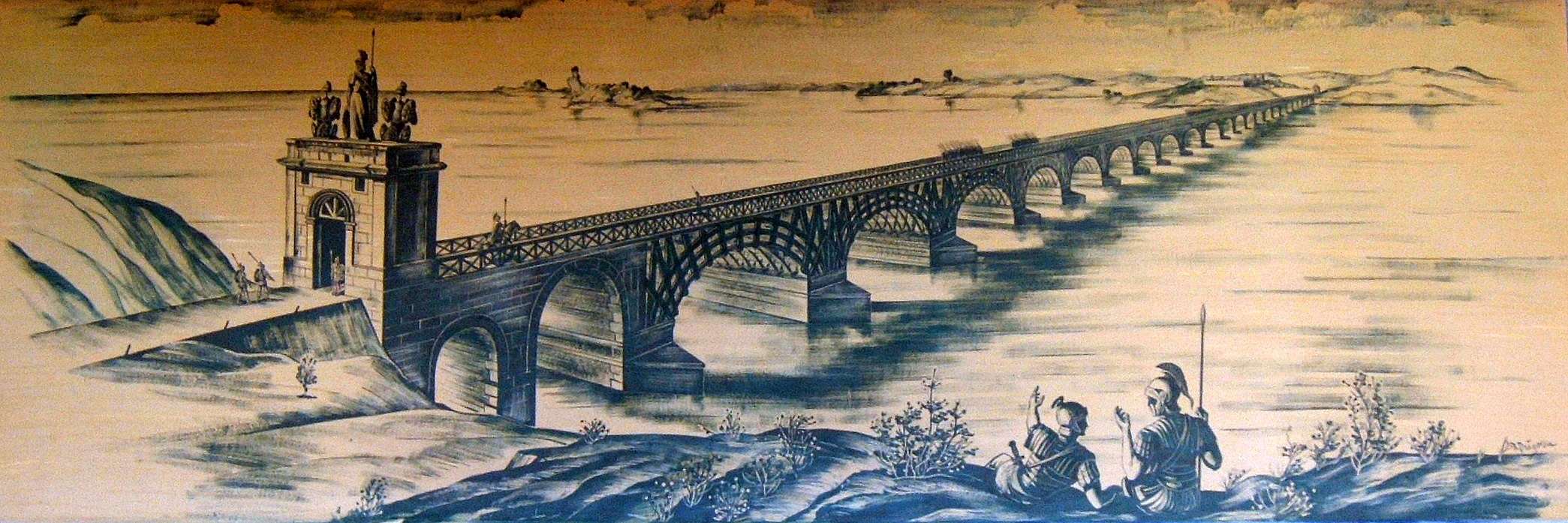
Reconstrucción del ingeniero E. Duperrex de cómo debió de ser el Puente de Trajano (1907).

Una de sus obras más conocidas es la imponente columna de Trajano, estructura de treinta metros de altura y cuatro metros de diámetro, completamente tallada, que narra la historia de la genial victoria de Trajano en la guerra contra los dacios. La columna se inauguró en el año 113. Construida en mármol, en la cúspide se encontraba una estatua en hierro de Trajano. Algunos señalan que se trataba de un águila, símbolo de Roma, pero actualmente muestra una estatua de san Pedro.

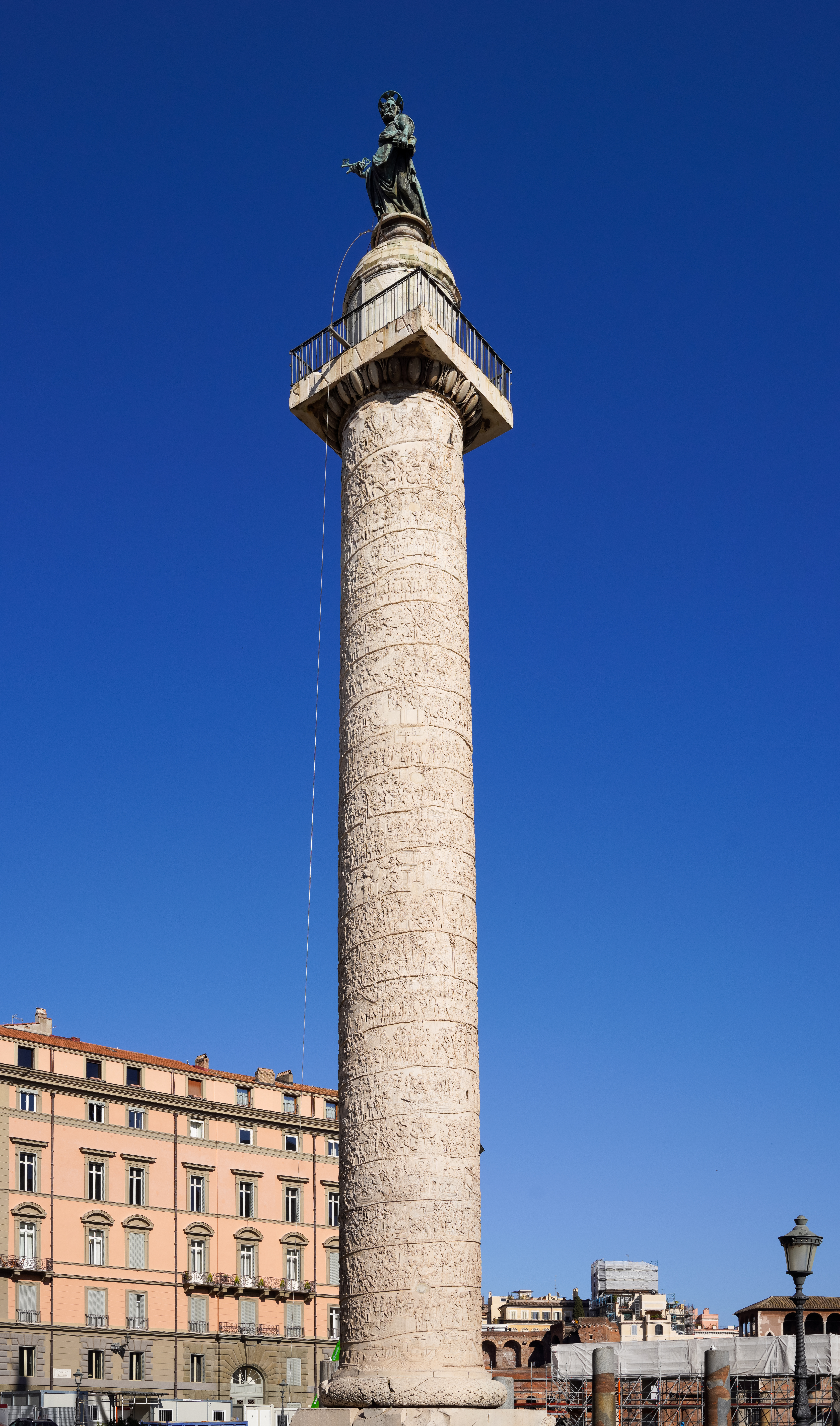
Columna de Trajano.

Se le atribuye también el panteón de Agripa,  reconstruido entre 125 y 128, una de las pocas muestras de arquitectura de la Antigua Roma cuya estructura todavía se conserva en buen estado.
Según el historiador romano Dion Casio, Apolodoro ofendió a Adriano al desestimar y ridiculizar sus incursiones en la arquitectura, por lo que fue desterrado y condenado a muerte entre 125 y 130.

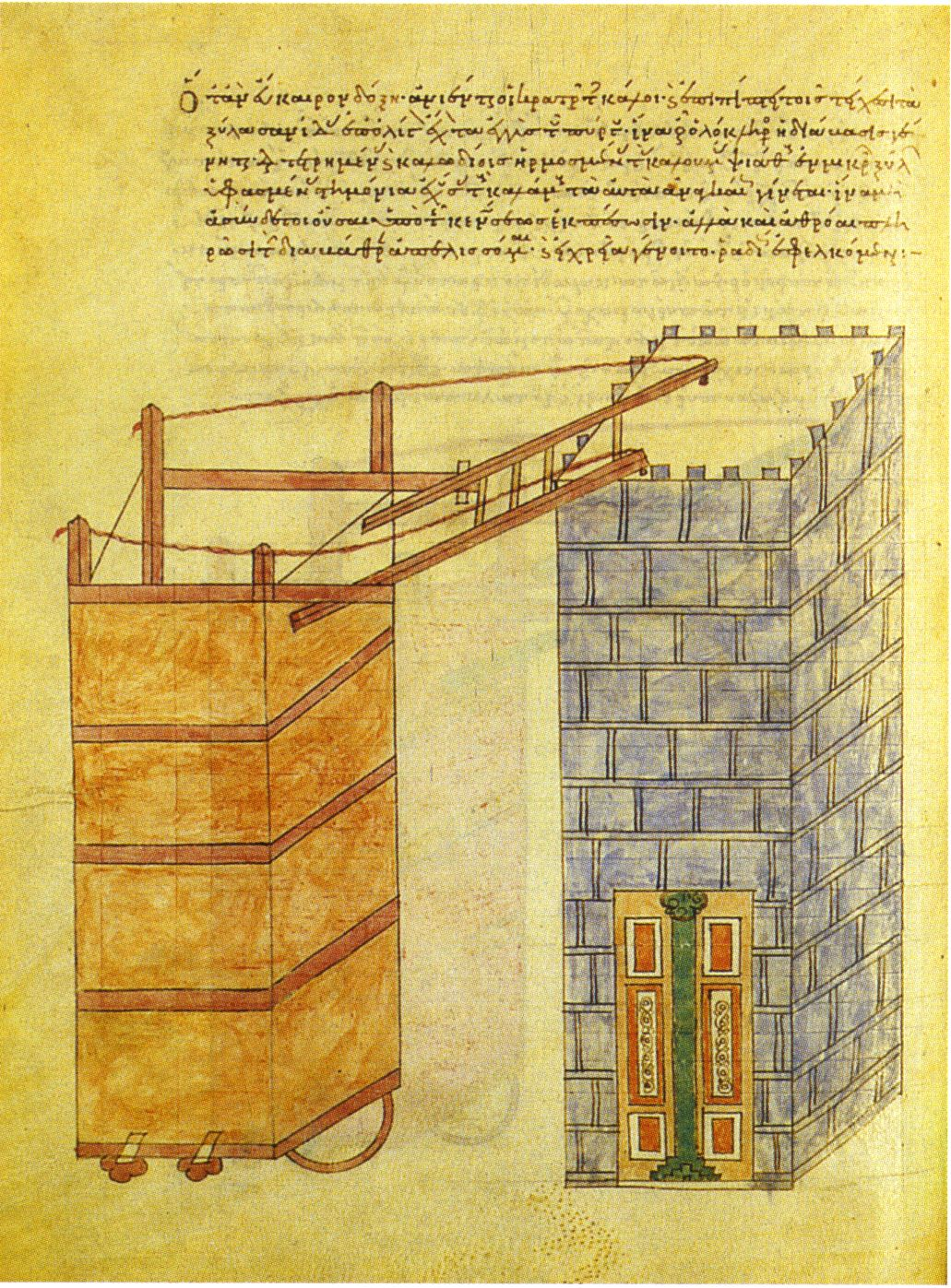
Ilustración de una torre de asedio en La poliorcética

De las obras que escribió, solo se conserva la Poliorcética, sobre el asedio de ciudades.

## Bibliografía

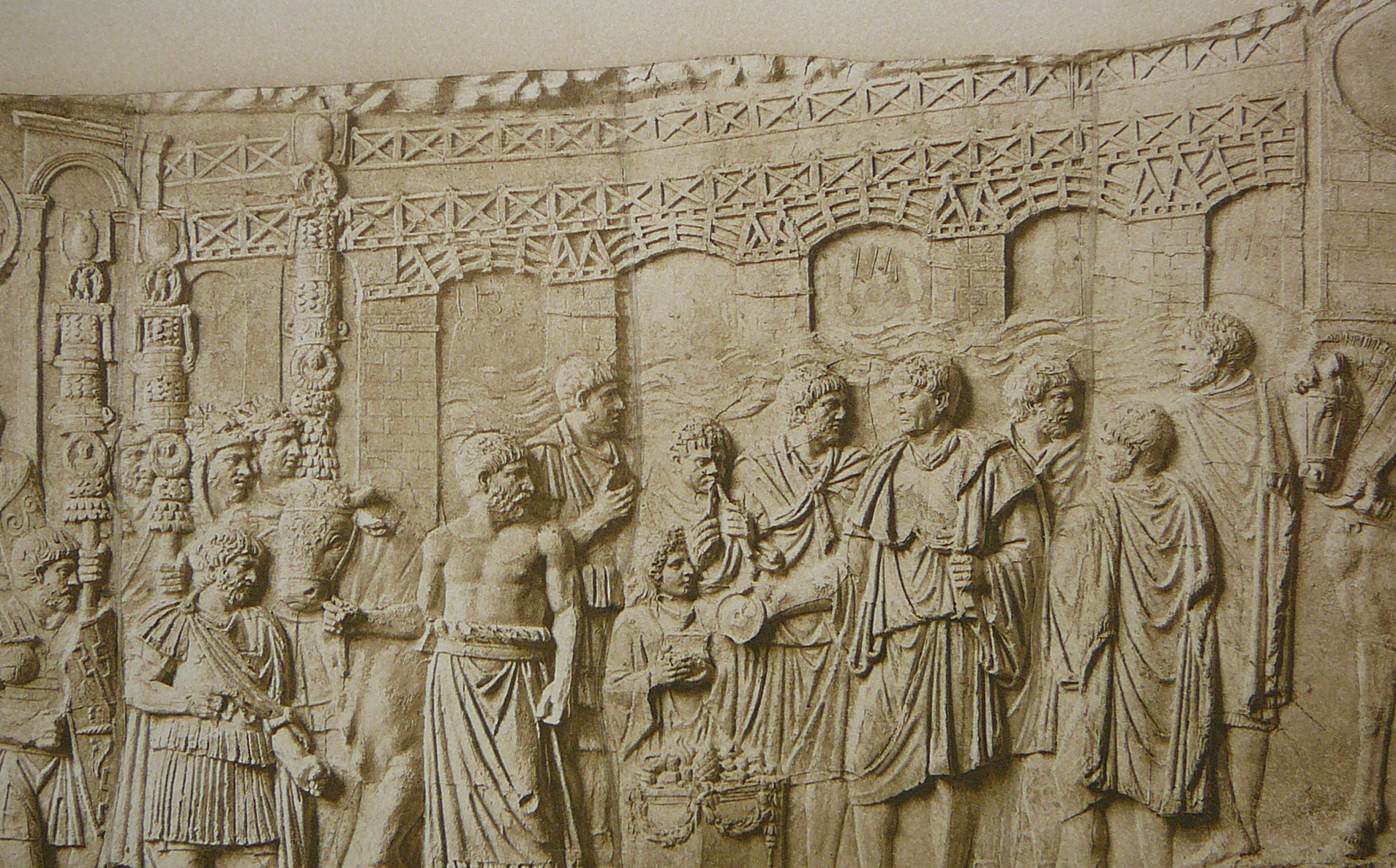
Detalle de los relieves de la columna de Trajano, diseñada por Apolodoro. Se puede ver el puente de Trajano sobre el Danubio que el emperador también le encargó al arquitecto.